# Dovžanský rajón
Dovžanský rajón (ukrajinsky Довжанський район), do roku 2016 Sverdlovský rajón (ukrajinsky Свердловський район), je rajón v Luhanské oblasti na Ukrajině. Hlavním městem je Dovžansk a rajón má přibližně 208 tisíc obyvatel. 

## Města v rajónu
- Dovžansk (Sverdlovsk)
- Sorokyne (Krasnodon)
- Suchodilsk
- Voznesenivka (Červonopartyzansk)